# النحت في عصر النهضة

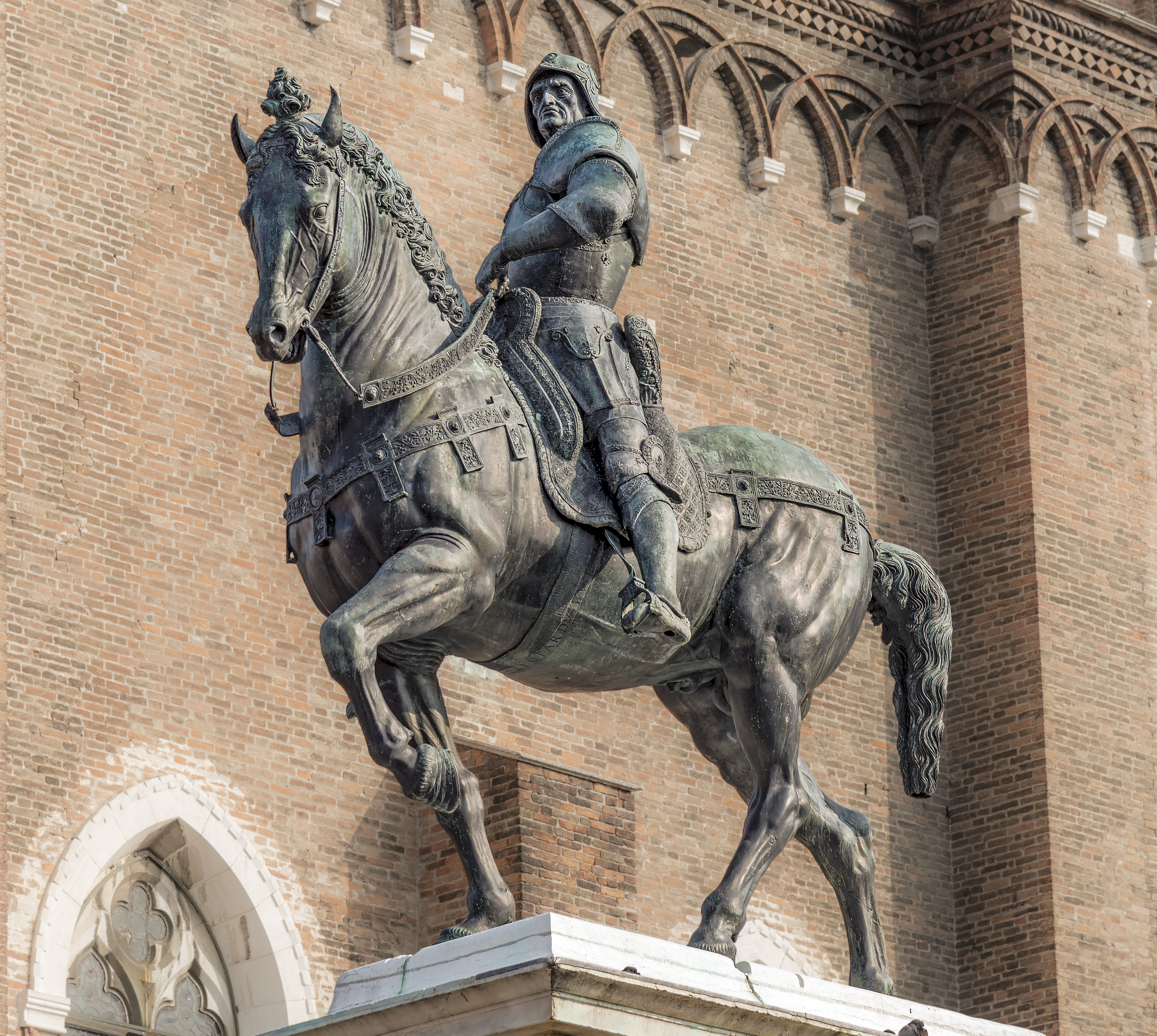
تمثال الفارس بارتولوميو كوليوني من البرونز، لفروكيو.

نحت عصر النهضة عملية استعادة لنحت العصور القديمة الكلاسيكية. وجد النحاتون في البقايا الفنية وفي اكتشافات مواقع تلك الحقبة الماضية الإلهام المثالي لأعمالهم. كانت تلك البقايا مستوحاة من الطبيعة. في هذا السياق، يجب استثناء الفنانين الفلمنكيين في شمال أوروبا، الذين، بالإضافة إلى تغلبهم على الأسلوب المجازي للقوطية، روجوا لعصر النهضة الأجنبي للعصر الإيطالي، خاصة في مجال الرسم. كان إحياء العصور القديمة مع التخلي عن العصور الوسطى، والتي كانت بالنسبة لجورجو فازاري «عالمًا من القوط»، والاعتراف بالكلاسيكيات بكل أشكالها وفروقها الدقيقة ظاهرة تطورت حصريًا تقريبًا في إيطاليا. نجح فن عصر النهضة في تفسير الطبيعة، وترجمتها بحرية، واكتشاف عدد كبير من الروائع.

## الخصائص

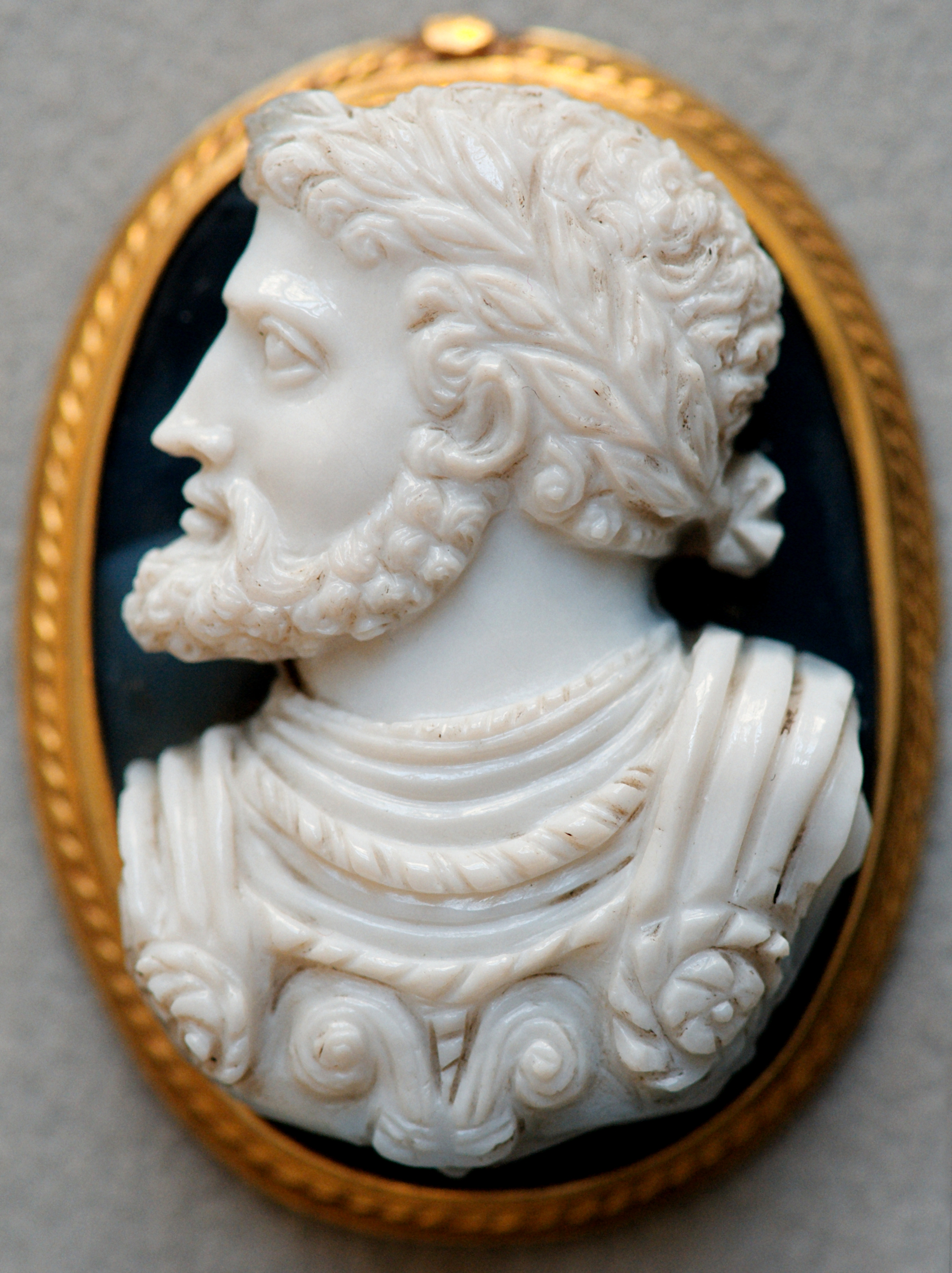
شارل الخامس

اتخذ نحت عصر النهضة أساسًا ونموذجًا لأعمال العصور القديمة الكلاسيكية وأساطيرها، مع رؤية جديدة للفكر الإنساني ووظيفة النحت في الفن. في النحت اليوناني، سعوا للتمثيل الطبيعي لجسم الإنسان العاري بتقنية متقنة للغاية، وذلك بفضل الدراسة الدقيقة للتشريح البشري. في إيطاليا، تعايشت المواضيع الوثنية والدينية بالتساوي، لم يكن هذا هو الحال في بلدان أخرى مثل إسبانيا وألمانيا، حيث سادت الموضوعات الدينية.
يمثل جسم الإنسان الجمال المطلق، الذي حدِد التطابق الرياضي بين أجزائه جيدًا، واستخدِمت وضعية التعارض باستمرار من دوناتيلو إلى ميكيلانجيلو. في هذا الوقت تحرر النحت عمليًا من الإطار المعماري، وعُملت النقوش بقواعد الرسم المنظوري، وعُرضت الشخصيات بتعبيرات درامية أدت إلى إحساس كبير بالفظاعة في المشاعر المعبر عنها في منحوتات ميكيلانجيلو، كما في وجه ديفيد.
لقد لعبت شخصية مايكيناس دورًا أساسيًا، ممثلة بالكنيسة والنبلاء الذين حصلوا، برعايتهم، على المكانة الاجتماعية والدعاية السياسية، وغطوا المواضيع جميعهم: الدينية، والأسطورية، والحياة اليومية، وبورتريه الشخصيات، إلخ.
مع عصر النهضة، عادت النقوش اليونانية الرومانية على الأحجار الكريمة إلى الظهور، بعد نسيانها بالكامل تقريبًا خلال العصور الوسطى في نحت الحجر الكريم (باستثناء أمثلة قليلة من الفن البيزنطي)، ومنذ القرن السادس عشر، نُحتت النقوش الثمينة ذات الذوق الكلاسيكي، مما جعلها مثالية لدرجة أنه في بعض الأحيان أمكن الخلط بينها وبين القديم. ومع ذلك، لم يرمم استخدام المنحوتات الحجرية الجميلة، التي تفضلها الحضارتان اليونانية والرومانية. كانت هذه النقوش الصغيرة بمثابة نموذج، لكنها استخدِمت للزينة من في رصائع كبيرة للقصور في إيطاليا وفرنسا، بمجرد تكبيرها من قبل النحاتين.

### المواد
استخدم نحت عصر النهضة جميع أنواع المواد، وخاصة الرخام والبرونز والخشب. انتشرت نسخ التماثيل البرونزية على نطاق واسع في عصر النهضة، بسبب العدد الكبير لهواة الجمع. في فلورنسا، كان أنطونيو بولايولو (هرقل وأنتايوس) وأندريا ديل فيروكيو (الفتى المجنح مع السمك) المبادرين، بتكليف من ميديشي. من ورشة ليوناردو دافنشي، احتفِظ ببرونزيات صغيرة مع حصان مُشنع يبلغ ارتفاعه 23 سم. استقر النحات بيير جاكوبو ألاري بوناكولسي من منتوة، المسمى أنتيكو، في روما لإجراء تخفيضات برونزية على الرخام القديم.
استخدِم الخشب في بلدان مثل ألمانيا وإسبانيا، حيث كانت الثروة الحرجية الكبيرة والأعمال التقليدية المصنوعة من الخشب المزخرف بألوان متعددة متأصلة، واستخدِم في تنفيذ الصور الدينية وقطع المذبح والمذابح.
استخدِم الطين النضيج باعتباره مادة أكثر اقتصادًا، لها لون طبيعي ومتعدد الألوان، كما استخدمها أنطونيو روسيلينو وتلميذه ماتيو سيفيتالي في عذراء البشارة في كنيسة خدام لكة. صنع الفنان الإيطالي بيترو توريجيانو في إسبانيا عدة منحوتات في طين متعدد الألوان، بعضها محفوظ في متحف الفنون الجميلة في إشبيلية. يعود الفضل إلى لوكا ديلا روبيا، الذي اتبع أسلوب دوناتيلو، في اختراع الطين المطلي بالمينا، والذي استخدمه في خيمة سانتا ماريا نوفيلا في فلورنسا مع الرخام لإضفاء اللون على العمل، ولاحقًا في توندو ومادونا، أنتجت ورشته، التي تبعها ابن أخيه أندريا ديلا روبيا، عددًا كبيرًا من الأعمال في الطين المطلي بالمينا التي انتشرت في جميع أنحاء أوروبا. لقد وصل هذا إلى أجزاء مختلفة من العالم لأنه مظهر من مظاهر المشاعر والتاريخ.

## النحت الإيطالي
يقسم التاريخ هذه الفترة بين القرنين الخامس عشر والسادس عشر، على مرحلتين تحملان اسم كواتروسينتو وسينكويسينتو.

### كواتروسينتو. النحاتون الفلورنسيون
بينما ما يزال الفن القوطي سائدًا في بقية أوروبا، بدأ كواتروسينتو أو عصر النهضة المبكر في إيطاليا في القرن الخامس عشر. كانت تلك اللحظة التي انتصر فيها الإنسان والطبيعة. تقدم النحت على الهندسة المعمارية والرسم، وتطور بشكل دوار. وقعت سابقاتها في جنوب إيطاليا، في بلاط فريدريك الثاني، الذي ولدت تحت حمايته مدرسة فنية جلبت بالفعل الأضواء المتوقعة لعصر النهضة في القرن الخامس عشر. ورثت منطقة توسكانا خلال فترة تريسينتو السابقة هذه الطريقة الجديدة في صنع النحت في شخصية نيكولا بيزانو، وتبعه ابنه جيوفاني بيزانو، ولاحقًا أندريا بيزانو (أول أبواب برونزية لمعمودية فلورنسا) ونينو بيزانو.
نيكولا بيزانو (وقع أعماله بهذا الاسم)، واسمه نيكولا دي بوليا، جاء من هذه المنطقة من جنوب إيطاليا ليستقر في بيزا (توسكانا). في بيزا (كما هو الحال في معظم مناطق أوروبا) استمر حفظ الفن الرومانسكي، وبدأ استخدام الفن القوطي. كُلف نيكولا بيزانو بنحت منبر معمودية كاتدرائية هذه المدينة. لقد فعل ذلك باتباع الاتجاهات الجديدة التي تعلمها في بوليا، ولا سيما التأكيد على الشكل الكلاسيكي لهرقل العاري. يعتبر هذا العمل، المنبر، مقدمة لعصر النهضة الإيطالية.
بعد هذه الخلفية، أخذت مدينة فلورنسا (مدينة مزدهرة في هذا الوقت، مع عائلة ميديشي القوية، ومايكيناس، ومروجي الفن)، زمام المبادرة في شخصية أفضل ممثل لها: لورنزو جبرتي. من هذه اللحظة فصاعدًا، لن يًكتشف أي آثار أو زلط للقرون الوسطى. لمدة قرن ونصف، سيطر النحت الفلورنسي على صور التمثال النصفي، وصور الفروسية، والنقوش، والتماثيل المستديرة. كانت المواد المستخدمة بامتياز في هذه الفترة هي الرخام ثم البرونز.
جبرتي، دوناتيلو وجاكوبو ديلا كويرسيا الأفضل، يليهم عائلة ديلا روبيا، فيروكيو، أنطونيو بولايولو، وأغوستينو دي دوتشيو، شكّلوا مجموعة النحاتين العظماء من مدرسة كواتروسينتو الفلورنسية. بدأت هذه المرحلة من كواتروسينتو مع نحت النقوش على أبواب معمودية فلورنسا بواسطة لورنزو جبرتي، وهو نحات شاب في العشرينات من عمره. كان لدى المعمدانية بالفعل بابان نحتهما أندريا بيزانو في عام 1330، وفي عام 1401 أقيمت مسابقة للبابيين المتبقيين. فاز جبرتي بالمسابقة (في منافسة مع برونليسكي)، وأكمل أول البابين في عام 1424؛ لاقى عمله إعجابًا وتقديرًا كبيرًا، فطلبوا منه إتمام الباب الثاني. استثمر نحو عشرين عامًا في نحت كل واحدة؛ كان عمليًا عمل حياته. يُعرف هذا الباب الثاني الذي نحته جبرتي والرابع من المعمودية باسم أبواب الجنة، وسماه ميكيلانجيلو، واعتبر أحد معالم كواتروسينتو.
كان دوناتيلو ثاني أكبر نحات في هذه الفترة، وهو أصغر بعشر سنوات من جبرتي. كان أكثر تعددًا في عمله، وركز بشكل أساسي على الشكل البشري. يعتبر دوناتيلو في تاريخ الفن مبشرًا بميكيلانجيلو وهو، في الحقيقة، فنان مستقل وناري وواقعي. كان اهتمامه الرئيسي هو الشخصية البشرية في مختلف الأعمار، فغطى جميع أنواع الإيماءات المتنوعة، وعبر في عمله عن أكثر الحالات الروحية غير المتجانسة. من ناحية أخرى، يعتبر دوناتيلو خبيرًا كبيرًا في موضوعات الأطفال، وخاصة في التعبير عن فرحة الأطفال (منابر كاتدرائيات فلورنسا وبراتو).